# Gangamocytheridea plicata
Gangamocytheridea plicata is een mosselkreeftjessoort uit de familie van de Cytheridae. De wetenschappelijke naam van de soort is voor het eerst geldig gepubliceerd in 1968 door Bold.